# Healthware International
Healthware Internacional (HWI) es una agencia de consultoría global especializada en comunicaciones de la salud, cuya misión es para "utilizar tecnología e innovación para mejorar resultados de salud y entregar resultados empresariales transformacionales"

## Historia
La compañía estuvo fundada encima 1996 cuando Healthware Consultoría en Nápoles (Italia), por el entrepreneur Roberto Ascione. Después de que algunos años de vida, Healthware movió a Salerno, para apalancamiento el cercano proximity del Informatics y escuelas de Ciencias de la Comunicación de la Universidad de Salerno como fuente de personal cualificado. Healthware Sucesivamente devenía una parte de Saatchi & Saatchi Healthcare (Saatchi & Saatchi red de agencias). Como miembro de la red, Healthware centró su empresarial encima I+D de herramientas y programas digitales.
Encima 2010, Healthware rebranded como Publicis Healthware Internacional (PHI) después de fusionar con Publicis eHealth Soluciones, otro Publicis compañía, hecho independiente de S&SH y un miembro lleno  de Publicis Healthcare Grupo de Comunicaciones; además,  adquiera la compañía alemana Distrito Digital, basado en Düsseldorf. En el mismo año, el iMed agencia de Estudios de Nueva York fusionó bajo el PHI marca. Del fusionando dos principal operacional hubs generó, los EE. UU.-basó un, basado en Madison Avenida, Nueva York; y el EMEA un, basado en Salerno. Las filiales estuvieron basadas en Roma, Milán, Düsseldorf, París, Yardley (PA) y Ames, (IA). Más las filiales estuvieron planeadas para ser abiertos en Shanghái, en el Reino Unido y en Brasil.
Entre 2010-2012, PHI fusionó en un número de otras unidades, y en 2012 cambió su nombre en Razorfish Healthware. En 2015, él exitosamente girado fuera de Publicis Groupe, manteniendo su sede global en Salerno y oficinas regionales en Londres, Singapur, Roma, Milán.

## Operaciones
El HWI equipo, todavía dirigido por el fundador Roberto Ascione, está hecho de más de 150 profesionales digitales, basados en la sede global y oficinas regionales.
Las operaciones presentes están organizadas a tres unidades empresariales, consultoría, comunicaciones y tecnología.
El área de consultoría apoya el proceso de transformación empresarial, hecho posible por adelantó tecnologías, y las ofertas especializaron servicios en los campos de consultoría de proceso, administración de cambio, estrategia y UX diseño.
Las comunicaciones la unidad empresarial entrega la realización de proyectos y estrategias digitales para industrias farmacéuticas como marketing digital (móvil y web), marketing de bucle Cerrado, CRM, e-aprendiendo, e-ciencia, salud 2.0, KOL administración y multichannel entrega, y servicios concretos para clientes institucionales como Hospitales, Sociedades Científicas, Instituciones de Salud, así como FMCG industrias.
El área de tecnología asegura la capacidad de desarrollo y la implementación tecnológica de programas de comunicación junto con la realización de plataformas, soluciones empresariales y herramientas propietarias para aumentar el despliegue de la táctica digital.

## Premios
Healthware Internacional estuvo otorgado en varios acontecimientos nacionales e internacionales, incluyendo Telly Premios, Premios Globales, WebAwards, W3 Premios, el Rx Premios de Club, el Healthcare Premios & de Asociación de Marketing de Comunicación, eContent Premios de Italia, Aurora Premios, Comp Premios. La compañía ganó el Premio de Mérito en Premios de Salud de la Web, una competición donde los proyectos mejores en el campo de healthcare la información está otorgada vía la web, encima 2011, 2012 y 2014 (dos assignations).
El 8 de julio de 2011 la compañía ha sido incluida en la lista de 75 agencias globales importantes en el campo de healthcare comunicaciones.